# Hauteville (Ardenne)
Hauteville è un comune francese di 116 abitanti situato nel dipartimento delle Ardenne nella regione del Grand Est.

## Società

### Evoluzione demografica
Abitanti censiti